# Tricyphona crassipyga
Tricyphona crassipyga är en tvåvingeart som beskrevs av Alexander 1928. Tricyphona crassipyga ingår i släktet Tricyphona och familjen hårögonharkrankar. Inga underarter finns listade i Catalogue of Life.